# Chudobice
Chudobice je název zaniklé prastaré vesnice na území dnešního města Prahy, která se nacházela v prostoru dnešní Jindřišské ulice (od Václavského náměstí k Senovážnému náměstí) – náležela řádu Křižovníků s červenou hvězdou. Při založení Nového Města (1348) byly Chudobice pojaty do jeho hradeb a posléze byl na jejich území postaven kostel sv. Jindřicha. Chudobice tak v nové zástavbě jako ves ve 14. století zanikly – jejich název byl užíván jako pomístní pro území mezi dnešní Opletalovou a Panskou ulicí ještě v 15. století.